# Вокзальный переулок (Москва)
Вокза́льный переу́лок — улица в Северном административном округе города Москвы на территории Войковского района. Проходит от 2-го Новоподмосковного переулка до улицы Клары Цеткин. Нумерация домов ведётся от 2-го Новоподмосковного переулка.

## Происхождение названия
Переулок получил своё нынешнее название в 1986 году после упразднения 1-го, 3-го и 4-го Вокзальных переулков. До этого с 1950 года носил название 2-й Вокзальный переулок в связи с близостью к ж/д платформе «Подмосковная» (обиходное название — «Дачный вокзал», ныне — «Красный балтиец»).

## Описание
Длина — 500 метров. Переулок начинается от пересечения с 2-м Новоподмосковным переулком (напротив д. № 3-а) и заканчивается пересечением с улицей Клары Цеткин (напротив д. № 6). Направление — с юго-запада на северо-восток.
Автомобильное движение — по «полторы» полосы в каждом направлении. Светофоров нет, два нерегулируемых пешеходных перехода. Обе стороны переулка оборудованы тротуарами. Примыканий с чётной стороны нет, с нечётной — 3-й Новоподмосковный переулок.

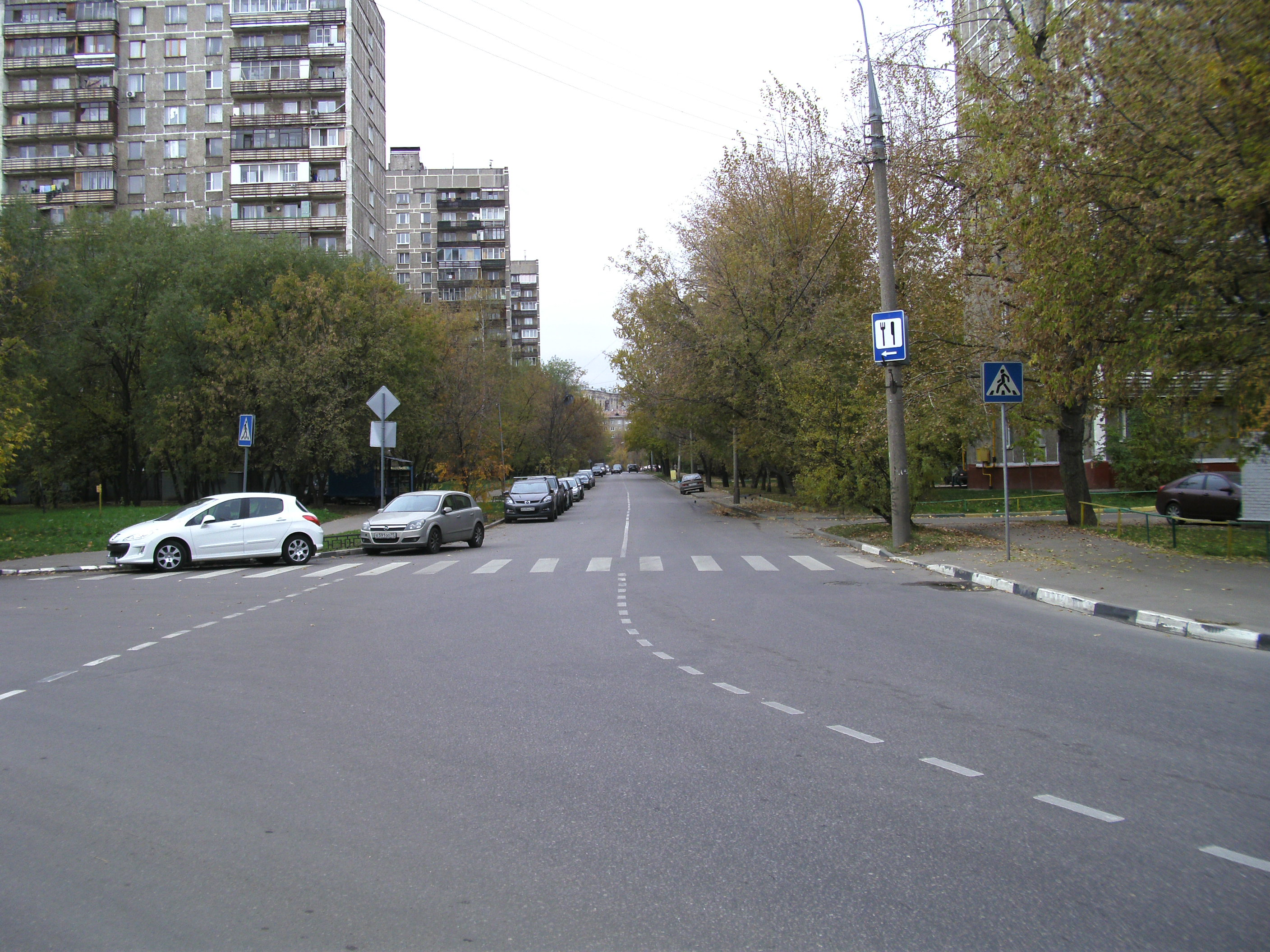
Конец переулка. Вниз и налево уходит ул. Клары Цеткин

## Общественный транспорт
Наземный общественный транспорт по переулку не ходит.
- Станция метро «Войковская» — в 700 метрах от начала переулка.
- Платформа Рижского направления:
  - «Ленинградская» — в 800 метрах от начала переулка.
  - «Красный Балтиец» — в 650 метрах от конца переулка.